# Dworzec Morski w Gdyni
Dworzec Morski w Gdyni – zabytkowy gmach dworca morskiego w Gdyni z 1933 roku, znajdujący się przy Nabrzeżu Francuskim i skwerze Witolda Gombrowicza, na obszarze gdyńskiego portu morskiego. Adresem dworca jest ul. Polska 1. W jego bezpośrednim sąsiedztwie znajdują się kapitanat portu oraz Pomnik Ludziom Morza.

## Historia projektu

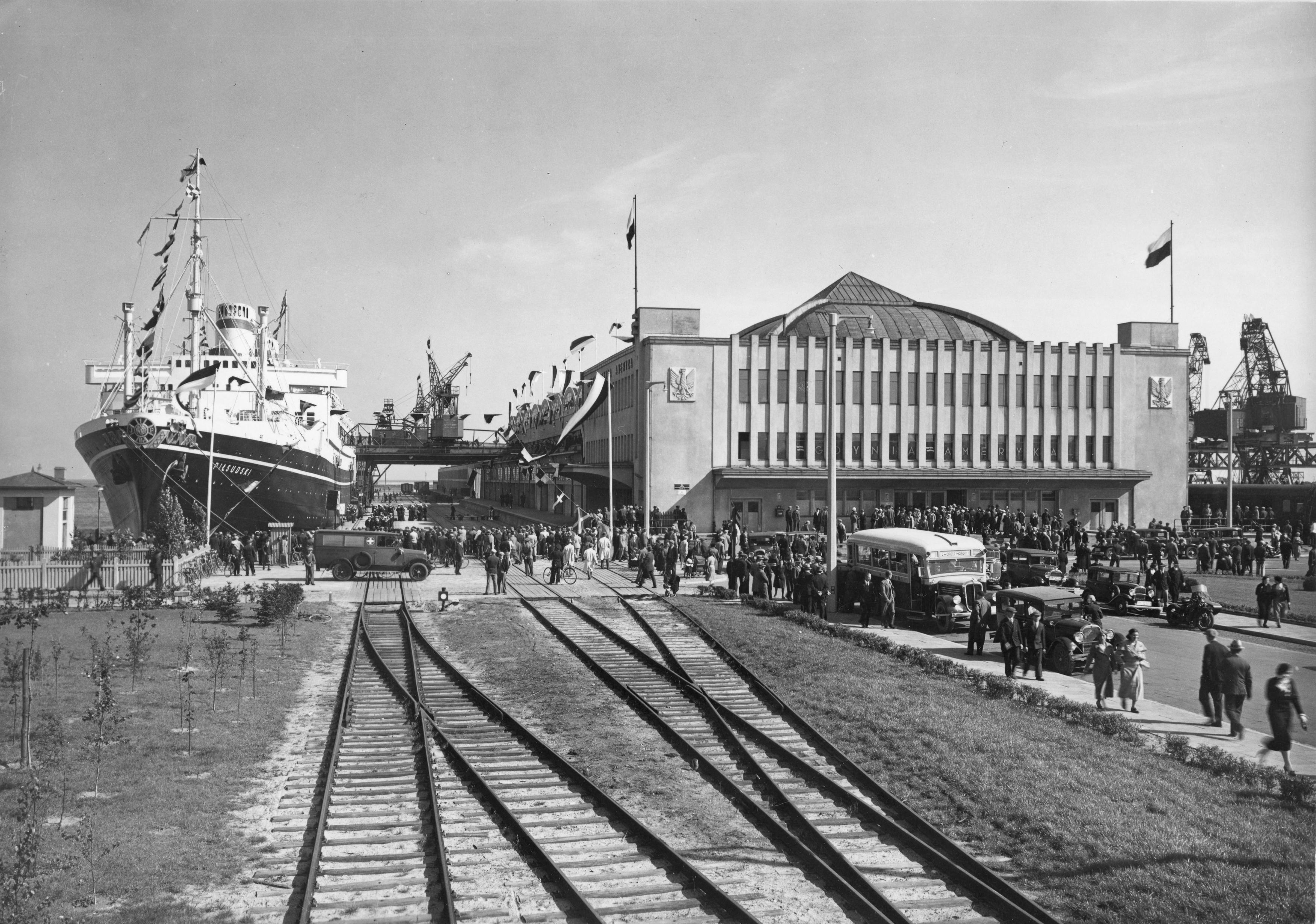
Dworzec Morski w Gdyni, lata 30. – przy nabrzeżu transatlantyk MS Piłsudski

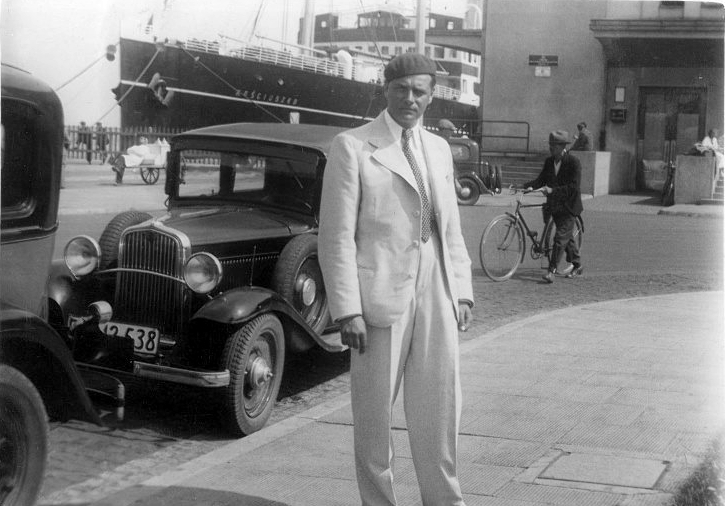
Plac przed Dworcem Morskim w latach 30. XX wieku

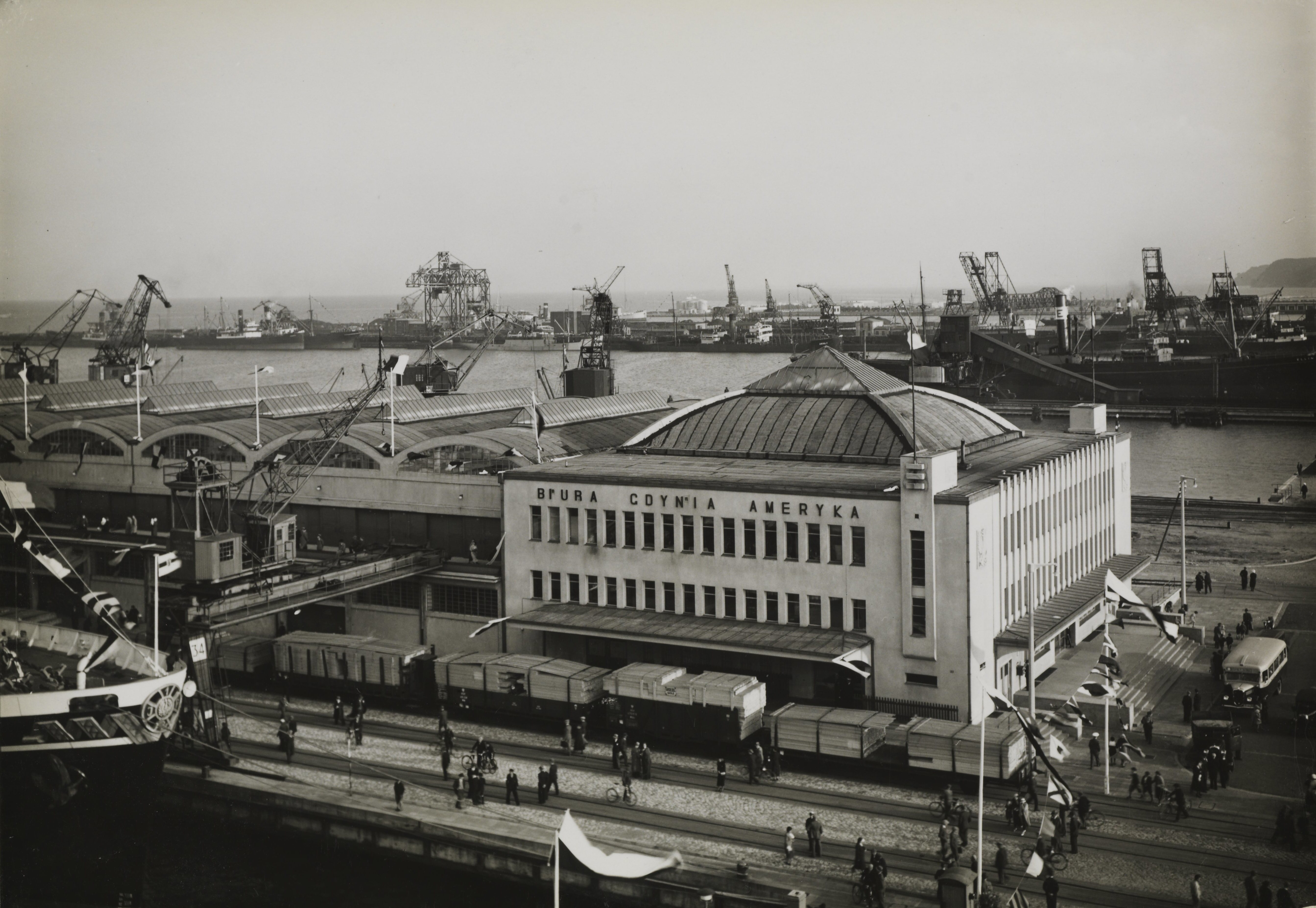
Panorama dworca i portu około 1935

Budynek został zaprojektowany przez katowicki oddział berlińskiej spółki Dyckerhoff & Widmann. Prace budowlane wykonała firma Skąpski, Wolski, Wiśniewski. Fasada dworca, która była wykonana w stylu modernistycznym była ozdobiona przez dwie płaskorzeźby orłów polskich. Hala główna budynku była przykryta czworokątną cienkościenną kopułą żelbetową, zwieńczoną świetlikiem w kształcie ostrosłupa. Wewnątrz dworca znajdowały się tablice poświęcone marszałkowi Piłsudskiemu i prezydentowi RP Ignacemu Mościckiemu oraz dwie tablice pamiątkowe poświęcone historii budowy portu i jego budowniczym, które były ufundowane przez gdyńskie sfery gospodarcze. Dworzec o powierzchni 2,5 tys. m² wyposażony był we wszelkie urządzenia potrzebne do przyjmowania i odprawy pasażerów, poczty i bagaży, obsługi celnej i paszportowej.
Obok znajduje się Magazyn Tranzytowy (projekt arch. Wacław Tomaszewski) o powierzchni 5200 m², którego użytkownikami w czasach przedwojennych były firmy „Aukcje Owocowe” oraz „Warta. Towarzystwo Ekspedycyjne”.

## Do 1939
Obiekt został oddany do użytku w dniu 8 grudnia 1933 roku. Ceremonii poświęcenia portu i dworca morskiego dokonał biskup chełmiński Okoniewski. W uroczystości brali udział przedstawiciele Prezydenta RP, rządu, sfer gospodarczych i prasy (m.in. minister przemysłu i handlu Ferdynand Zarzycki, ministrowie: Józef Beck, Emil Kaliński, Bronisław Nakoniecznikow-Klukowski, Władysław Marian Zawadzki, Kazimierz Papée oraz generał Gustaw Orlicz-Dreszer).
Znajdujący się przy wejściu głównym do portu gdyńskiego dworzec pełnił rolę macierzystej bazy pasażerskiej floty transatlantyckiej „G-A-L (obsługującej linie nowojorską i południowoamerykańską). Dworzec Morski posiadał również bocznicę kolejową z torami znajdującymi się po obu stronach budynku przeznaczoną dla ruchu emigranckiego i magazyny tranzytowe. W okresie międzywojennym w gmachu dworca odbywały się niedzielne nabożeństwa dla pracowników portu i GUM w Gdyni celebrowane przez kapelana portowego. W przestronnej hali dworca odbywały się także bale sylwestrowe gdyńskich elit, zabawy ludowe, zawody sportowe, wiece i widowiska.

## 1939–1945
W czasie II wojny światowej dworzec został przystosowany do funkcji biurowych, została zmieniona architektura. W pierwszych dniach po zajęciu Gdyni (14 września 1939) z fasady Dworca strącone zostały symbole narodowe (płaskorzeźby orłów, pamiątkowe tablice), natomiast ze ścian holu głównego usunięto płaskorzeźby prezydenta Mościckiego i marszałka Piłsudskiego. 9 października 1943 roku, w trakcie alianckich bombardowań portu, została zniszczona część hali pasażerskiej – północno-zachodni narożnik i ściana od strony Nabrzeża Francuskiego. Szkody zostały prowizorycznie naprawione. Z uwagi na zniszczenie fundamentów w części budowli niemożliwe okazało się posadowienie żelbetowych elementów konstrukcji w pierwotnym kształcie i odtworzenie pierwotnej bryły budynku. Do 2013 widoczny był brak górnego, lewego narożnika budynku. Wewnątrz w holu również widać brak galerii po lewej stronie od wejścia oraz asymetrię innych elementów wystroju i konstrukcji budowli.

## Po 1945
Po wojnie w gmachu mieściły się m.in. Kapitanat Portu, biura polskich linii transatlantyckich GAL (oba do 1950) oraz urząd pocztowo-telegraficzny. W niedługim czasie Dworzec Morski stał się bezużyteczny, powodem tego była sytuacja polityczna, w wyniku której co miesiąc w morze wychodził pusty transatlantyk MS Batory. Każdemu wypłynięciu pustego statku towarzyszyło tłumne pożegnanie, grała także orkiestra oraz przemawiali oficjele, a na pokład pasażerowie wsiadali dopiero w Kopenhadze oraz Southampton. Zmiana nastąpiła w 1957, po śmierci Stalina. W związku ze wznowieniem ruchu pasażerskiego Zarząd Portu Gdynia był zmuszony przywrócić dawną funkcję Dworca, jednak było to utrudnione ponieważ część pomieszczeń zajmował Urząd Pocztowy nr 5.
W latach 70. XX wieku w gmachu, obok obiektów służących do obsługi pasażerów, mieściły się Wydział Usług Żeglugowych Zarządu Portu Gdynia, Urząd Celny, Urząd Pocztowo-Telekomunikacyjny Gdynia 18, Biuro Portowe Morskiej Agencji w Gdyni, biuro firmy C. Hartwig oraz ekspedycja PKP.
W 1976 roku na ścianie budynku umieszczono tablicę ku czci inż. Eugeniusza Kwiatkowskiego.
Od wstrzymania liniowej żeglugi transatlantyckiej przez polskich armatorów w 1987 roku, Dworzec Morski przestał pełnić swą pierwotną rolę i stał się biurowcem dla firm i instytucji portowych, a w części Magazynu Tranzytowego – magazynem. 24 kwietnia 1990 budynek został wpisany do rejestru zabytków, a później także przyległe budynki portowe.

## Współcześnie

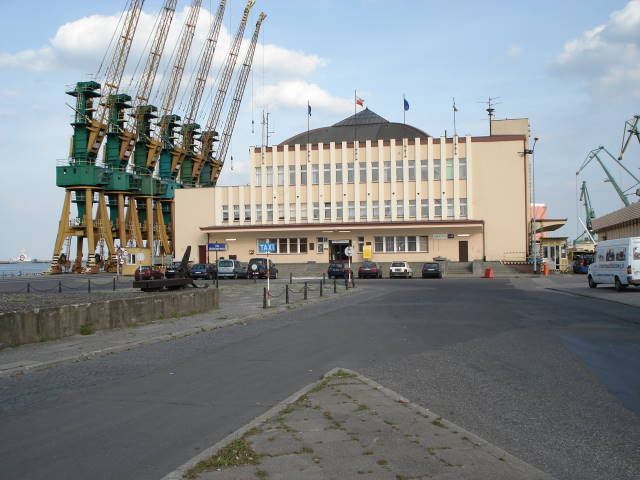
Dworzec Morski w 2007, widoczny ubytek w górnej, lewej części budynku

Od lat 90. XX wieku przy przylegającym do dworca Nabrzeżu Francuskim cumują odwiedzające Gdynię wielkie statki wycieczkowe.
W 2005 roku został zrealizowany projekt SEBTrans-Link, służący m.in. przygotowaniu koncepcji rewitalizacji Dworca Morskiego, według której budynek ma odzyskać oryginalną architekturę. Zawijające do Gdyni statki wycieczkowce wykorzystują obecnie Nabrzeża Holenderskie oraz Francuskie (zlokalizowane po obu stronach Dworca Morskiego) jako miejsce postoju w porcie (mniejsze statki wycieczkowe zawijają przy Molu Południowym).
Od 3 czerwca 2009 w budynku znajdowało się biuro Check-in serwisu promowego do Helsinek oraz Travemünde armatora Finnlines.
W maju 2013 rozpoczęto remont (koszt: 43,9 mln zł), który przywrócił oryginalny kształt bryle budynku i umożliwił adaptację pod potrzeby powstającego Muzeum Emigracji, w którym prezentowane będą losy i doświadczenia polskich emigrantów, zarówno z końca XVIII, jak i początku XXI wieku. Na wystawie znajdzie się m.in. makieta transatlantyku „Batory”. Dzięki remontowi muzeum uzyskało 2,9 tys. metrów powierzchni wystawienniczej.
Dzięki remontowi zmianie uległa elewacja od strony wody – pierwotną murowaną ścianę zastąpiła szklana tafla. Wzniesiono także stalową konstrukcję oryginalnego punktu widokowego – przeszklonego tunelu wychodzącego z Magazynu Tranzytowego. Kładka stanowi architektoniczne i symboliczne nawiązanie do historycznego trapu, którym opuszczający dworzec pasażerowie wchodzili na pokład statków.
Jednocześnie na frontową elewację wróciły płaskorzeźby orłów, zdarte we wrześniu 1939 po wkroczeniu do Gdyni wojsk okupacyjnych.

## Muzeum Emigracji

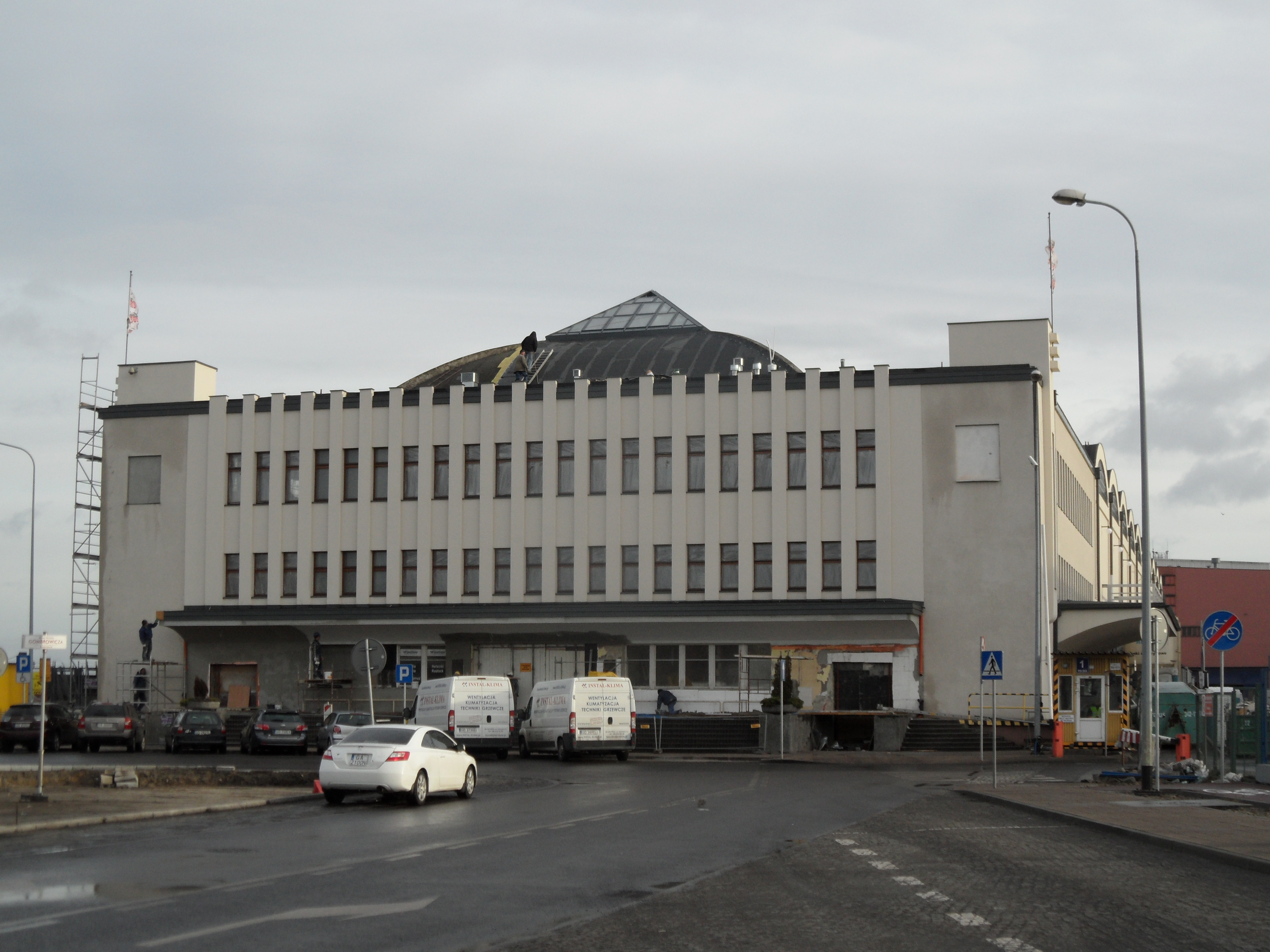
Dworzec Morski w 2013, w trakcie odbudowy skrzydła zniszczonego przez aliancką bombę

W budynku Dworca Morskiego mieści się Muzeum Emigracji. Muzeum, jako pierwsze na terenie Polski, gromadzi i prezentuje zbiory dotyczące polskiej emigracji i osiągnięć Polonii. Port w Gdyni był miejscem, z którego wyruszyło w świat wielu Polaków. Pomysłodawcą muzeum jest prezydent Gdyni (od 1998), Wojciech Szczurek. Muzeum uroczyście otwarto 16 maja 2015.